# Couch (Film)
Couch ist ein Underground-Experimentalfilm von Andy Warhol. Er wurde im Juli 1964 in Warhols Studio The Factory im 16-mm-Format gedreht. Die Uraufführung fand am 17. April 1966 in der Film-Makers’ Cinematheque (125 West 41st Street, Manhattan) statt.

## Handlung
Der Schwarz-weiß-Stummfilm zeigt in einer Länge von 54 Minuten verschiedene Paare, die sich auf der berühmten „roten Couch“ sexuell miteinander vergnügen. Darsteller sind unter anderem Gerard Malanga, Piero Heliczer, Naomi Levine, Gregory Corso, Allen Ginsberg, Baby Jane Holzer, Ivy Nicholson, Ondine, Peter Orlovsky, Jack Kerouac, Taylor Mead und Billy Name.

## Hintergrund
Die historische Bedeutung des Films besteht in seinen Tabubrüchen, zum einen in der freien Darstellung homosexueller Handlungen, zum anderen in der Tatsache, dass in einer Szene eine weiße Frau und ein weißer Mann Sex mit einem schwarzen Mann haben („Flotter Dreier“). Dies war in der Zeit der Rassentrennung und den sich verschärfenden Rassenunruhen in den USA ein mutiges Statement zur Emanzipation der Farbigen.